# 圣朗贝尔拉波特里
圣朗贝尔拉波特里（法語：Saint-Lambert-la-Potherie，法語發音：[sɛ̃ lɑ̃bɛʁ la pɔtʁi] ⓘ）是法国曼恩-卢瓦尔省的一个市镇，属于昂热区。

## 地理
圣朗贝尔拉波特里（47°29'1"N, 0°40'39"W）面积13.81 平方千米，位于法国卢瓦尔河地区大区曼恩-卢瓦尔省，该省份为法国西部内陆省份，大致对应安茹地区，北起顺时针与马耶讷省、萨尔特省、安德尔-卢瓦尔省、维埃纳省、德塞夫勒省、旺代省、大西洋卢瓦尔省和伊勒-维莱讷省接壤。
与圣朗贝尔拉波特里接壤的市镇（或旧市镇、城区）包括：博库泽、圣克莱芒-德拉普拉斯、贝孔莱格拉尼特、圣莱热德利尼耶尔、安茹地区隆格内。

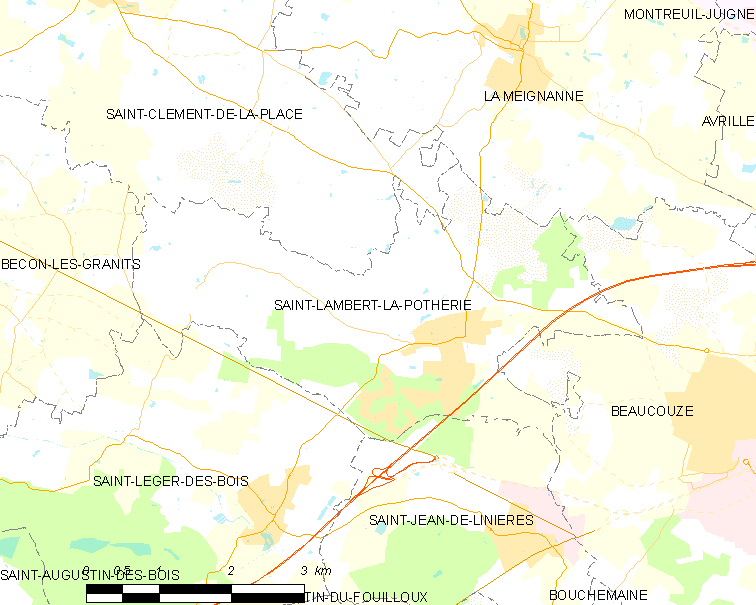
圣朗贝尔拉波特里的OSM定位图

圣朗贝尔拉波特里的时区为UTC+01:00、UTC+02:00（夏令时）。

## 行政
圣朗贝尔拉波特里的邮政编码为49070，INSEE市镇编码为49294。

## 政治
圣朗贝尔拉波特里所属的省级选区为昂热第三县。

## 人口

1962-2008年间圣朗贝尔拉波特里人口变化图示

圣朗贝尔拉波特里于2022年1月1日时的人口数量为2961人。